# PS I Love You (film)
Pour les articles homonymes, voir P.S. I Love You.
Pour plus de détails, voir Fiche technique et Distribution.
PS I Love You, ou PS - Je t'aime au Québec, est un film américain réalisé par Richard LaGravenese et sorti en 2007. Il met en vedette Hilary Swank et Gerard Butler. Le film est tiré du roman PS, I Love You (en) de Cecelia Ahern.

## Synopsis
Holly et Gerry sont un couple marié, qui vit dans le Lower East Side, à Manhattan. Lorsque celui-ci meurt subitement d'une tumeur cérébrale, Holly s'éloigne de sa famille et de ses amis, sombrant dans une profonde dépression. Sa mère, sa sœur et ses amis s'invitent chez elle le jour de son anniversaire, afin de l'aider à sortir de cet état psychologique. Le jour-même, elle reçoit également un gâteau et un enregistrement audio de la propre voix de Gerry. Ce dernier va la pousser à reprendre le contrôle de sa vie, en l'incitant à chanter notamment au karaoké, ou encore à changer de travail. Gerry la prévient, il y aura un message par mois pendant un an. D'autres messages vont donc suivre, dans lesquels il amène Holly à suivre ses directives au travers de dix lettres se terminant toutes par : « P.S. I Love You ». Cette quête l'amènera à partir en Irlande, terre d'origine de Gerry, où ils se sont rencontrés pour la première fois.
Avant de mourir, Gerry s'est occupé de tout : il a réservé, dans une agence de voyages, un séjour en Irlande pour Holly et ses deux amies : Denise (Lisa Kudrow) et Sharon (Gina Gershon). Sur place, dans la maison de location, deux nouvelles lettres les attendent. Elles leur disent de se rendre dans un certain pub où elles font la connaissance de William (Jeffrey Dean Morgan), un chanteur irlandais qui tombe sous le charme de Holly. Celle-ci apprend, après une nuit passée ensemble, que William était l'ami d'enfance de Gerry. Pendant leur séjour, Denise annonce qu'elle est fiancée et Sharon révèle qu'elle est enceinte, ce qui amène de nouveau Holly à se replier sur elle-même.
Mais, de retour à New York, elle reprend peu à peu confiance en elle et décide de se lancer dans la conception de chaussures pour femmes et propose alors à Denise de lui confectionner ses chaussures pour son mariage. Une dernière lettre est finalement remise par sa mère, qui était la mystérieuse intermédiaire. Gerry l'avait supplié de l'aider, elle n'a pas eu le cœur à refuser. Mère et fille repartent donc en Irlande pour voir les parents de Gerry. Tout en conservant la mémoire de son mari, Holly peut enfin tourner la page et redémarrer sa vie ayant retrouvé l'espoir.

## Fiche technique
- Titre original : PS I Love You
- Titre québécois : PS - Je t'aime
- Réalisation : Richard LaGravenese
- Scénario : Richard LaGravenese et Steven Rogers, d'après l’œuvre de Cecelia Ahern
- Musique : John Powell
- Directeur de la photographie : Terry Stacey
- Producteurs : Wendy Finerman, Broderick Johnson, Andrew Kosove
- Budget : 30 millions de dollars
- Pays d’origine :  États-Unis
- Langue originale : anglais
- Genre : drame, romance
- Durée : 126 minutes
- Date de sortie : 2007

## Distribution
Légende : VF = Version française[réf. nécessaire] et VQ = Version québécoise

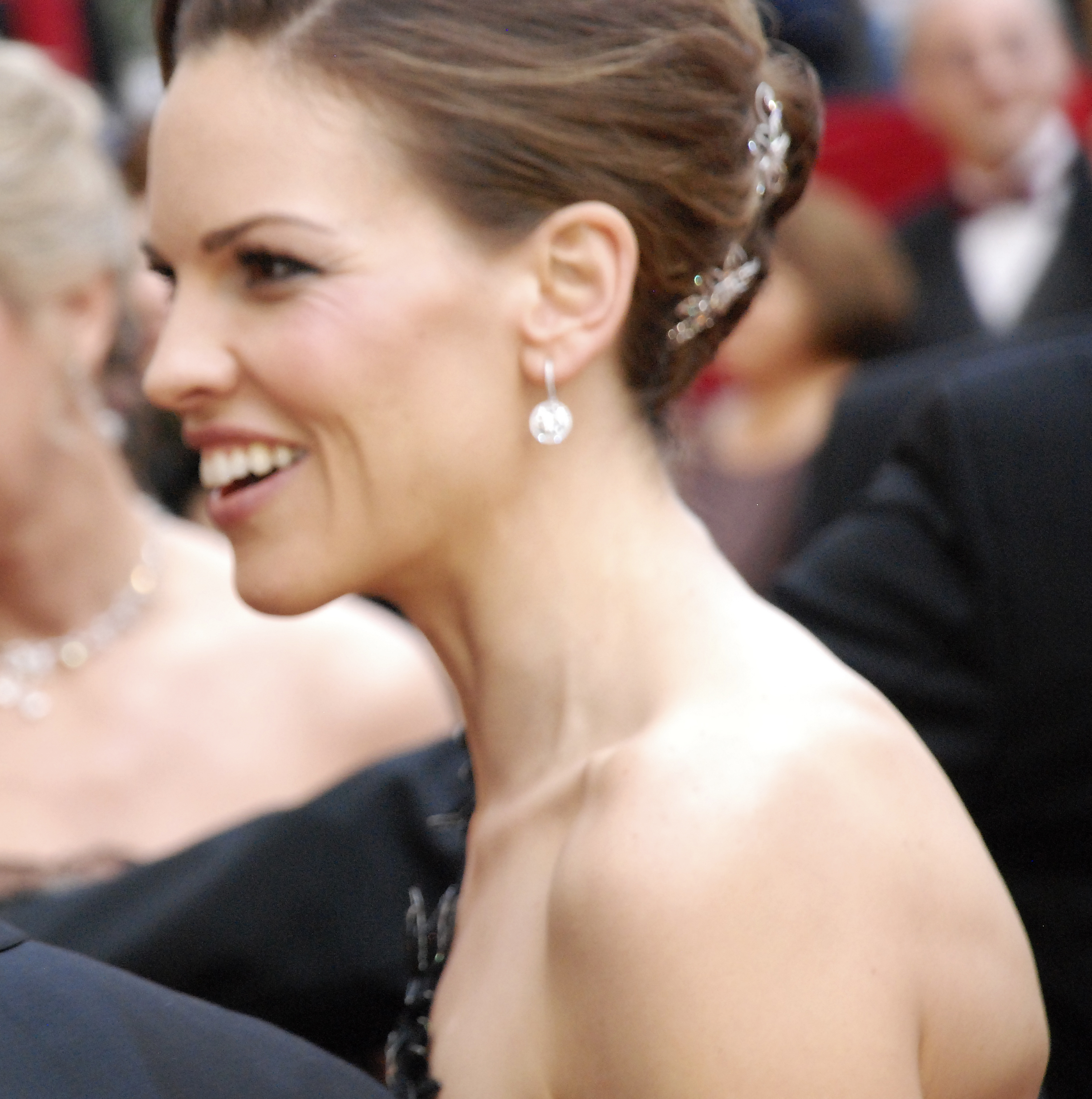
Hilary Swank en 2008

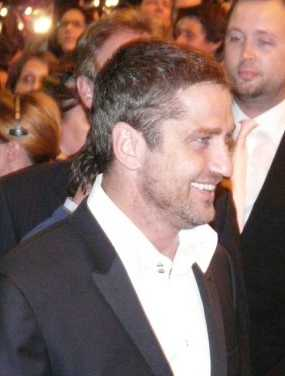
Gerard Butler en 2008

- Hilary Swank (VF : Marjorie Frantz ; VQ : Camille Cyr-Desmarais) : Holly Kennedy
- Gerard Butler (VF : Marc Saez ; VQ : Daniel Picard) : Gerry Kennedy
- Lisa Kudrow (VF : Barbara Delsol ; VQ : Nathalie Coupal) : Denise Hennessey
- Gina Gershon (VF : Vanina Pradier ; VQ : Hélène Mondoux) : Sharon McCarthy
- James Marsters (VF : Arnaud Bedouet ; VQ : Benoit Éthier) : John McCarthy
- Kathy Bates (VF : Denise Metmer ; VQ : Claudine Chatel) : Patricia Reilly
- Harry Connick Jr. (VF : Rémi Bichet ; VQ : Gilbert Lachance) : Daniel Connelly
- Jeffrey Dean Morgan (VF : Jérôme Keen ; VQ : Sylvain Hétu) : William Gallagher
- Nellie McKay (VF : Nathalie Karsenti) : Ciara Reilly
- Dean Winters (VQ : Denis Bernard) : Tom
- Anne Kent : Rose Kennedy
- Brian McGrath : Martin Kennedy
- Sherie Rene Scott : Barbara
- Susan Blackwell : Vicky (VQ: Katherine Adams)
- Michael Countryman : Ted
- Roger Rathburn : pasteur
- Rita Gardner : femme âgée
- Gayton Scott : vendeuse de la boutique de mariage sur mesure
- Brian Munn : pigeon
- Shepherd Frankel : Guy W/Presse-papiers
- Richard Smith : videur
- Mike Doyle (VQ : Philippe Martin) : Leprechaun
- Don Sparks : postier
- Caris Vujcec : serveuse
- Alexandra McGuinness : Local Gal
- Aonghus Og McAnally : barman
- Ryan Canfield : homme #1
- Christopher Whalen : homme #2
- Timo Schnellinger : homme #3
- Danny Calvert : homme gay #1
- Fred Inkley : homme gay #2
- Richard B. Watson : homme gay #3
- Marcus Collins : homme gay #4
- James Cronin : homme gay #5
- Matthew Martin : patron du bar #1
- Mark McNutt : patron du bar #2
- Brocton Pierce : patron du bar #3
- Kevin Lee Witt : patron du bar #4

## Production

### Lieux de tournage
Le tournage du film s'est déroulé en Irlande et à New York.
- Irlande
  - Dublin
    - Whelans Pub

  - Comté de Wicklow
    - Enniskerry
    - Glendalough
    - Lacken
    - Wicklow Gap
- New York
  - Orchard Street & Broome Street, Lower East Side, Manhattan

## Bande originale
La bande-son du film est majoritairement inspirée de rythme de rock irlandais.
1. Love You 'Till the End - The Pogues
2. Same Mistake - James Blunt
3. More Time - Needtobreathe
4. Carousel - Laura Izibor
5. Fortress - Hope
6. Last Train Home - Ryan Star
7. Rewind - Paolo Nutini
8. My Sweet Song - Toby Lightman
9. No Other Love - Chuck Prophet
10. Everything We Had - The Academy Is...
11. In the Beginning - The Stills
12. If I Ever Leave This World Alive - Flogging Molly
13. P.S. I Love You - Nellie McKay
14. Kisses and Cake - John Powell
15. Galway Girl - Steve Earle
16. Fairytale of New York - The Pogues

## Accueil

### Accueil critique
Sur l'agrégateur américain Rotten Tomatoes, le film récolte 25 % d'opinions favorables pour 103 critiques. Sur Metacritic, il obtient une note moyenne de 39⁄100 pour 24 critiques.
En France, le site Allociné propose une note moyenne de 2,4⁄5 à partir de l'interprétation de critiques provenant de 11 titres de presse.

## Distinctions
Hilary Swank reçu le prix de la meilleure actrice international à l'Irish Film and Television Awards 2008 pour son interprétation du personnage de Holly Kennedy. Le film a également été nommé au Golden Trailer Awards dans les catégories Meilleur film romantique et Meilleur affiche de film romantique ; il a également reçu une nomination au Teen Choice Awards dans la catégorie Chick flick.